# 小行星3954
小行星3954（英語：3954 Mendelssohn）是一颗围绕太阳公转的小行星。1987年4月24日，佛蒙特·伯根在陶腾堡发现了此天体。
这颗小行星的绝对星等为72.06734939759949等。